# Улица Пиебалгас (Рига)
Улица Пие́балгас (латыш. Piebalgas iela) — П-образная улица в Видземском предместье города Риги, в историческом районе Тейка. Начинается и заканчивается примыканием к улице Видрижу; в средней части имеет выход к застройке по улице Палму. С другими улицами не пересекается.
Длина улицы — 296 метров. Участки, прилегающие к улице Видрижу, имеют асфальтовое покрытие; средняя 96-метровая часть покрыта гравием. Разрешено двустороннее движение. Общественный транспорт по улице не курсирует.
Застроена частными домами, преимущественно межвоенного периода.

## История
Улица Пиебалгас упоминается с 1934 года. Название происходит от исторического ливонского топонима Пиебалга (см. Вецпиебалга, Яунпиебалга); переименований улицы не было.